# حقلا (القابل)
حقلا منطقة سكنية تقع في ولاية القابل، التابعة لمحافظة شمال الشرقية في سلطنة عمان. يقدر عدد سكانها بـ 7 نسمة حسب إحصاء عام 2010 التابع للمركز الوطني للإحصاء والمعلومات الحكومي. رمز المنطقة هو 90430103.

## الوصلات الخارجية
- المركز الوطني للإحصاء والمعلومات، سلطنة عمان